# Morris-Jumel Mansion
Das Morris-Jumel Mansion ist ein historisches Bauwerk in Washington Heights in New York City, das im Jahre 1776 während des Amerikanischen Unabhängigkeitskriegs George Washington einige Wochen als Hauptquartier diente. Seit 1961 ist das Gebäude ein National Historic Landmark.

## Architektur

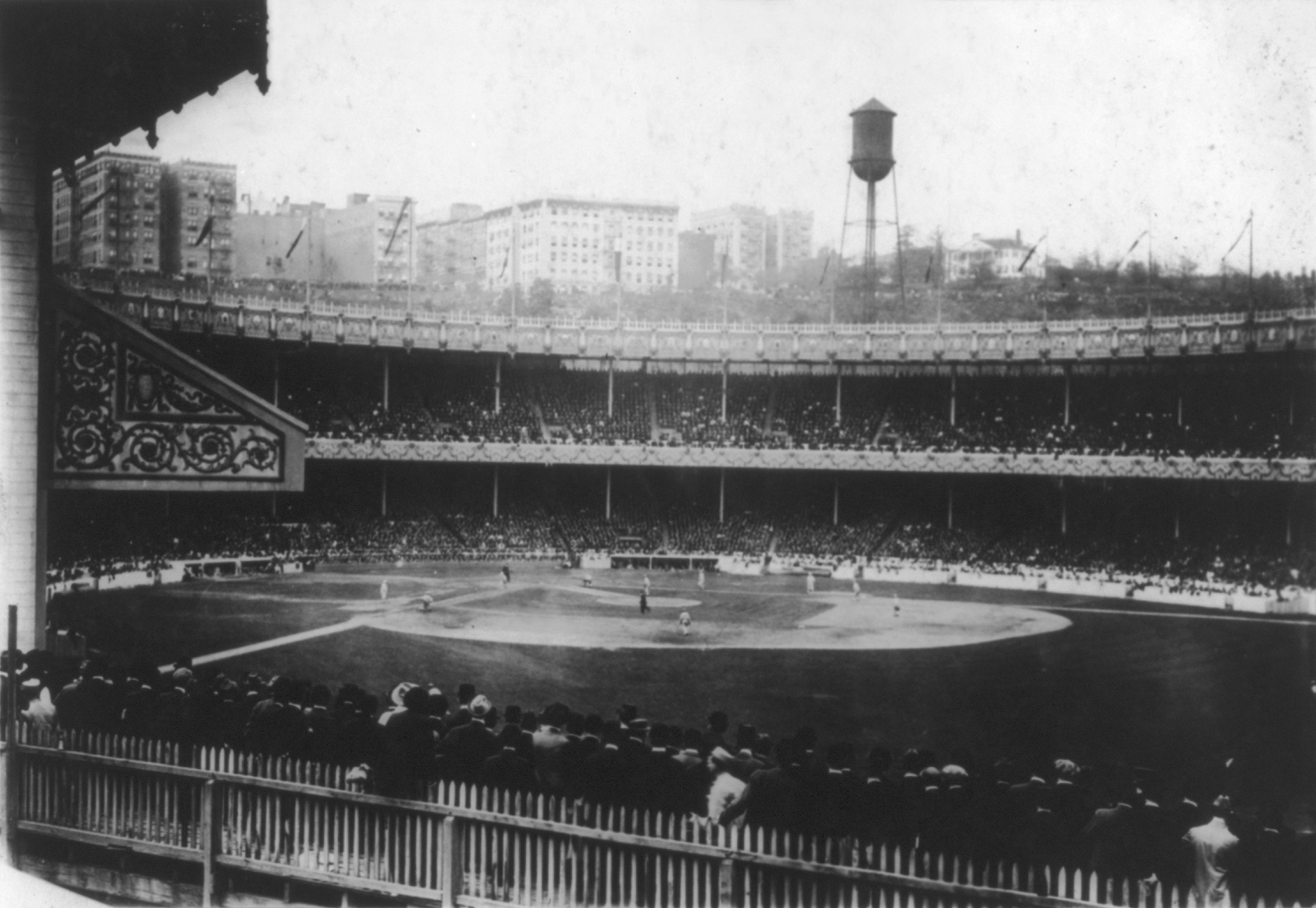
Morris-Jumel Mansion (oben rechts) von den Polo Grounds aus gesehen (1913)

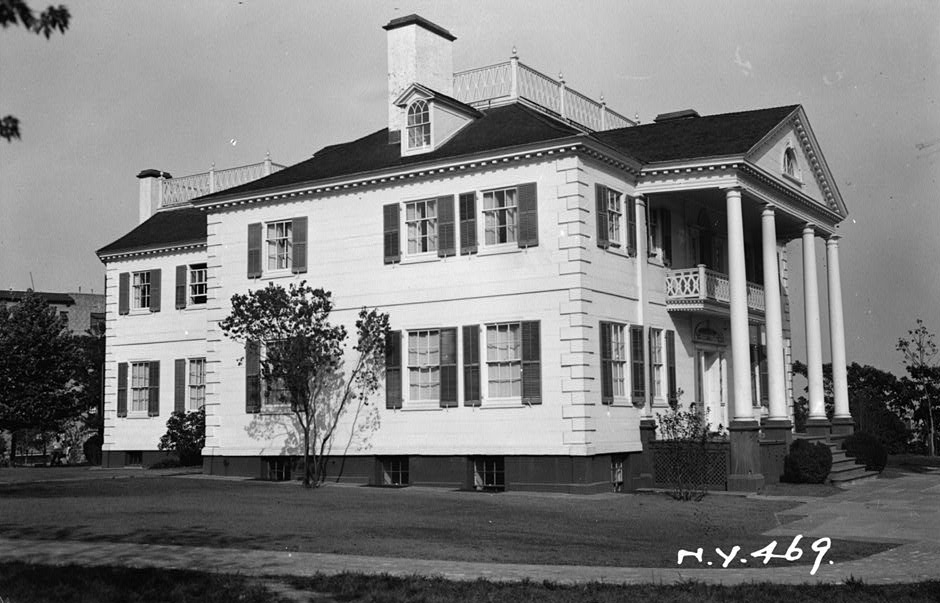
Morris-Jumel Mansion mit rückseitigem Anbau (links), 1936

Morris-Jumel Mansion ist heute das älteste erhaltene und freistehende Haus in Manhattan. Es liegt zwischen der West 160th Street und der West 162nd Street am Highbridge Park. Morris-Jumel Mansion ist vom Baustil des Palladianismus geprägt und steht auf erhöhtem Terrain, so dass von hier aus der Harlem River, die Bronx, der Long Island Sound und der Hudson River einsehbar sind. Von 1890 bis 1968 standen in Blickweite die Polo Grounds, die 74 Jahre lang das Heimstadion der New York Giants waren. Die Rückseite des Hauses ist um einen zwei Etagen hohen Anbau erweitert, der einen achteckigen Raum enthält. Dieser zählt zu einem der frühesten Bauwerke dieser Form in Nordamerika. In der Küche sind Herd und Backofen als Originale erhalten. Im Schlafzimmer von Madame Jumel stehen Empire-Möbel, die sie und ihr Mann von ihren Aufenthalten aus Frankreich mitgebracht hatten. Der Raum, in dem George Washington untergebracht war, ist im Stil des späten 18. Jahrhunderts eingerichtet.
Insgesamt ist der Innenbereich des Hauses durch Georgianischen Architekturstil geprägt. Die zentrale Halle reicht vom Eingang im Süden bis zum oktogonalen rückwärtigen Raum. Im Westen liegen das Empfangszimmer und die Bibliothek. Im Osten ist der Speiseraum, an den sich das Treppenhaus anschließt. Die Etage darüber weist einen ähnlichen Grundriss auf und beherbergt die Schlafzimmer. Im zweiten Stockwerk liegen vier Gästezimmer mit je einem Dachfenster. Im Keller befanden sich Küche und Unterkünfte der Sklaven.

## Geschichte
Das Haus wurde 1765 von einem unbekannten Architekten für den mit einer wohlhabenden Amerikanerin verheirateten britischen Armee-Offizier Roger Morris erbaut. Es trug zuerst den Namen Mount Morris und lag in einem 150 Acre großen Grundstück.
Vom 14. September bis zum 20. Oktober 1776, kurz nach der Schlacht von Pell’s Point, war Morris-Jumel Mansion Hauptquartier von George Washington. Während der Schlacht von Harlem Heights diente das Haus als ein wichtiger Orientierungspunkt. Nach dem Rückzug der Kontinentalarmee aus Manhattan wurde es Hauptquartier des britischen Generals Henry Clinton und des Befehlshabers der hessischen Truppen, General Wilhelm zu Innhausen und Knyphausen. Am 10. Juli 1790 kehrte Washington für einen Abend nach Morris-Jumel Mansion zurück, um hier mit seinem Kabinett, dem Alexander Hamilton, John Adams, Henry Knox und Thomas Jefferson angehörten, zu dinieren.

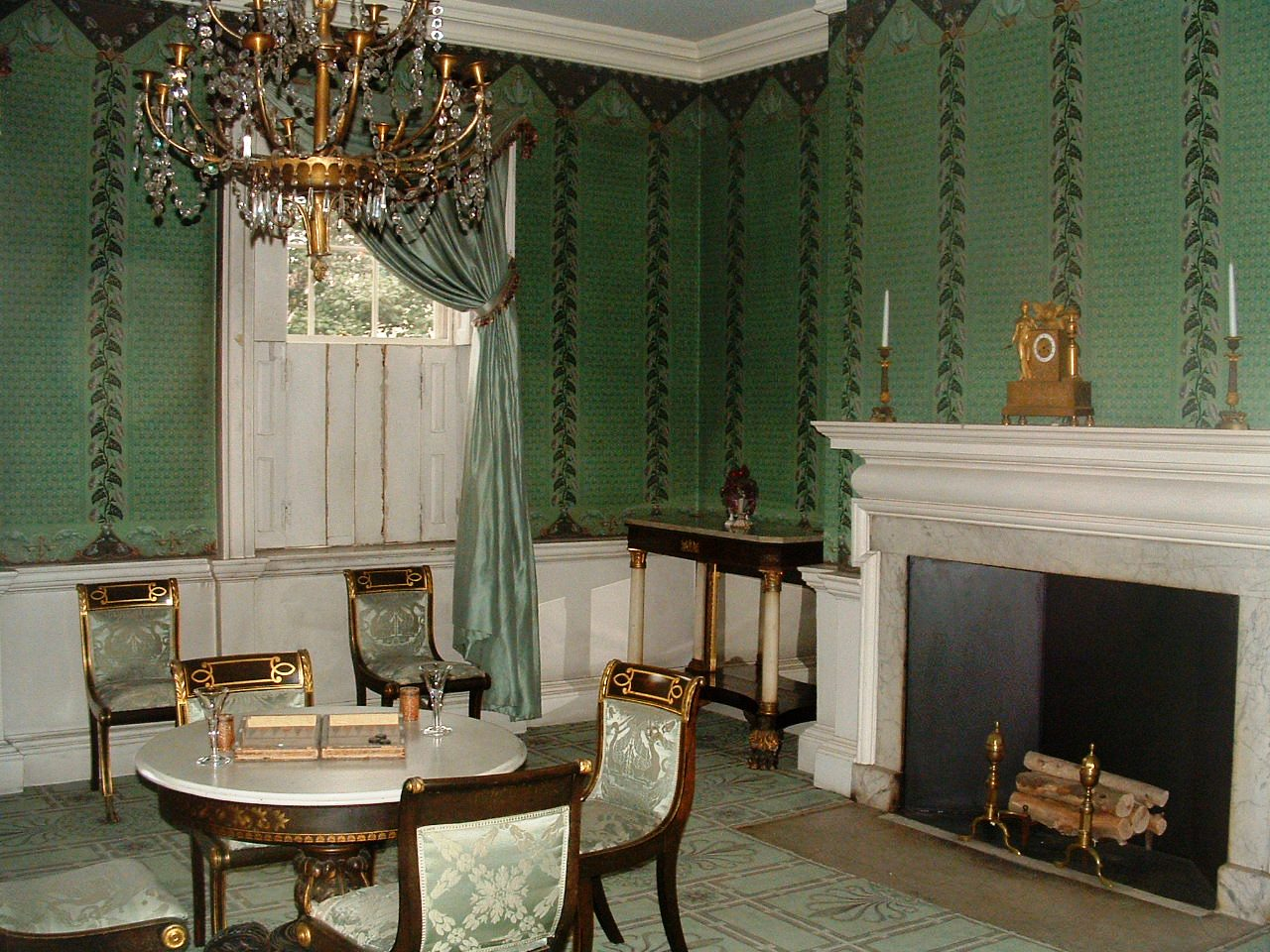
Empfangszimmer

1810 erwarben der aus Haiti geflohene französische Weinhändler Stephen Jumel und seine Frau Eliza das Anwesen. Sie waren Anhänger von Napoleon und pendelten regelmäßig zwischen den Vereinigten Staaten und Frankreich, von wo sie Möbel mit nach Morris-Jumel Mansion brachten. 1832, nach dem Tod Stephen Jumels, wurde seine Witwe durch das Erbe zu einer der reichsten Frauen des Landes. Am 1. Juli 1833 heiratete sie den ehemaligen Vizepräsident Aaron Burr im Empfangszimmer des Hauses; nach nur vier Monaten trennten sie sich, so dass Burr nur kurze Zeit in dem Anwesen lebte. Die Scheidung wurde am 14. September 1836 rechtskräftig, Burr starb noch am selben Tag. Eliza Jumel lebte noch bis zu ihrem Tod 1865 in Morris-Jumel Mansion. 1895 kaufte General Ferdinand P. Earle Anwesen und Grundstück und verkaufte es 1903 an die Stadt New York weiter. 1904 begann die Washington’s Headquarters Association, die von vier Ortsgruppen der patriotischen Frauenvereinigung Töchter der Amerikanischen Revolution gegründet worden war, mit der Einrichtung eines historischen Museums. 1976 besuchte Königin Elisabeth II. im Rahmen ihres Aufenthalts in den USA zum 200-jährigen Jubiläum der Unabhängigkeitserklärung Jumel-Mansion wegen dessen großer historischen Bedeutung.
Am 20. Januar 1961 wurde Morris-Jumel Mansion eine National Historic Landmark und am 15. Oktober 1966 in das National Register of Historic Places aufgenommen. Heute befindet es sich als historisches Museum in Händen der Stiftung Morris-Jumel Mansion Incorporated und ist der Öffentlichkeit zugänglich.